# Alucita xanthosticta
Alucita xanthosticta là một loài bướm đêm thuộc họ Alucitidae. Loài này có ở Úc.